# 鄭瑩 (記者)
鄭瑩，香港新聞工作者，前Now 財經台記者及Now 新聞台主播，2018加入無綫新聞財經組，現為財經組高級主播及記者，負責翡翠台交易現場，財經資訊台王牌節目智富360主要時段和十點無綫財經。